# BTN3A3
BTN3A3‏ (Butyrophilin subfamily 3 member A3) هوَ بروتين يُشَفر بواسطة جين BTN3A3 في الإنسان.